# Saria (Białoruś)
Saria (biał. Сар'я) – agromiasteczko na Białorusi, w obwodzie witebskim, w rejonie wierchniedźwińskim, siedziba sielsowietu Saria, przy drodze Wierchniedźwińsk-Oświeja. W 2010 roku liczyło 514 mieszkańców.

## Historia
Pierwsze zapisy o Sarii pochodzą z 1506, kiedy to należała do Sapiehów. Od 1753 własność Łopacińskich z linii wojewódzkiej: Mikołaja Tadeusza do 1778, z jej odnogi saryjskiej - Tomasza Ignacego do 1817, Józefa Mikołaja do 1839, Ignacego Dominika do 1882, a następnie Stanisława Jana. Po spaleniu pałacu w Leonpolu w 1863 główna siedziba rodu została przeniesiona do Sarii.
W końcu XVIII wieku miejscowość miała status prywatnego miasta szlacheckiego i położona była w województwie połockim. Po I rozbiorze Polski przyłączona do Rosji w składzie powiatu drysieńskiego guberni witebskiej. W 1863 roku mieszkało 379 osób. Od I wojny światowej w Białoruskiej SRR. W 1943 roku hitlerowcy zamordowali 34 mieszkańców.

## Zabytki
- Cerkiew Zaśnięcia Najświętszej Maryi Panny zbudowana w latach 1852–1857 jako kościół katolicki Najświętszej Maryi Panny przez Ignacego Łopacińskiego, w stylu ostrołukowym na wzór kościoła św. Anny w Wilnie
- Park przy byłym pałacu Łopacińskich z rzadką sosną wejmutką

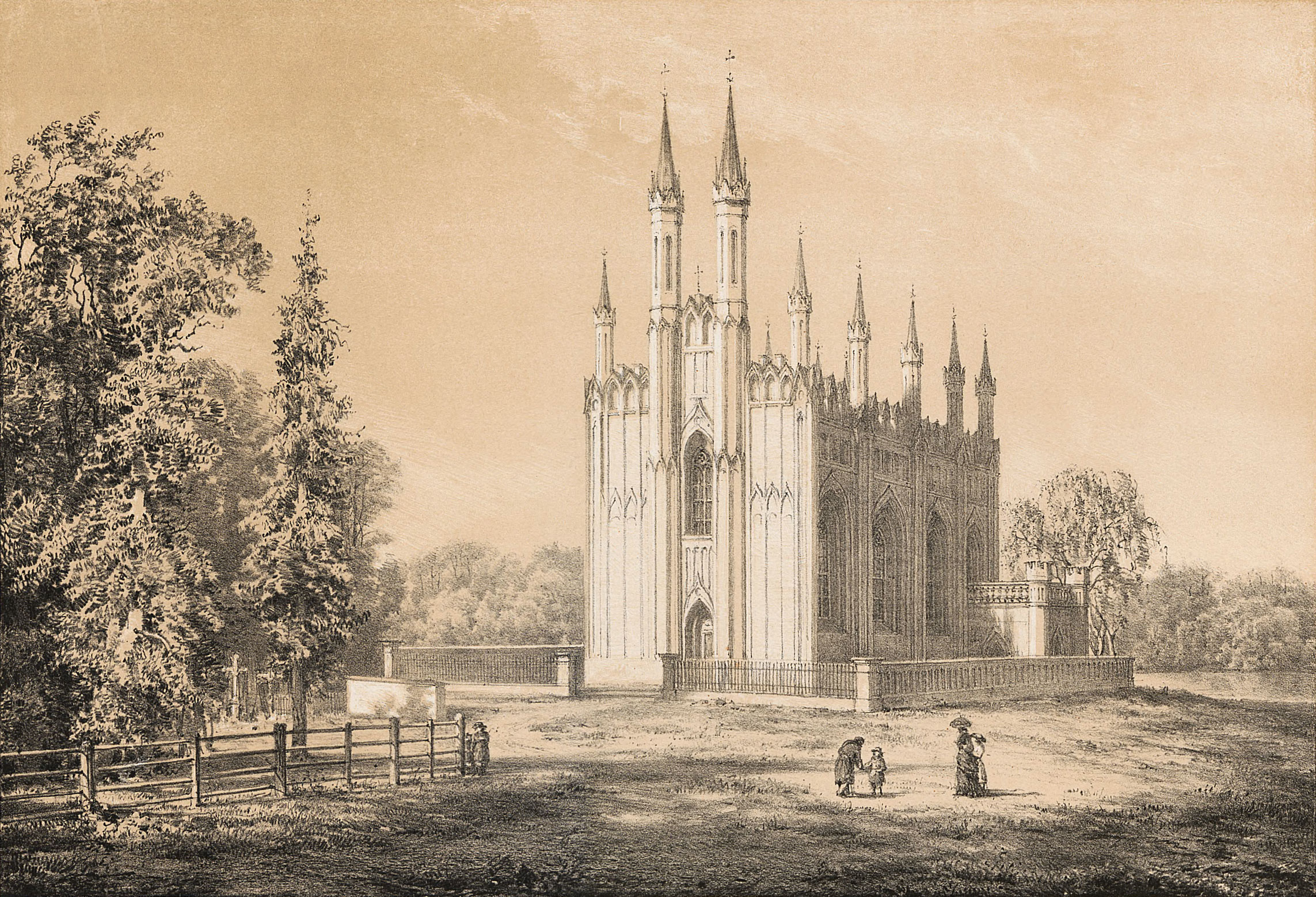
N. Оrda, XIX w.
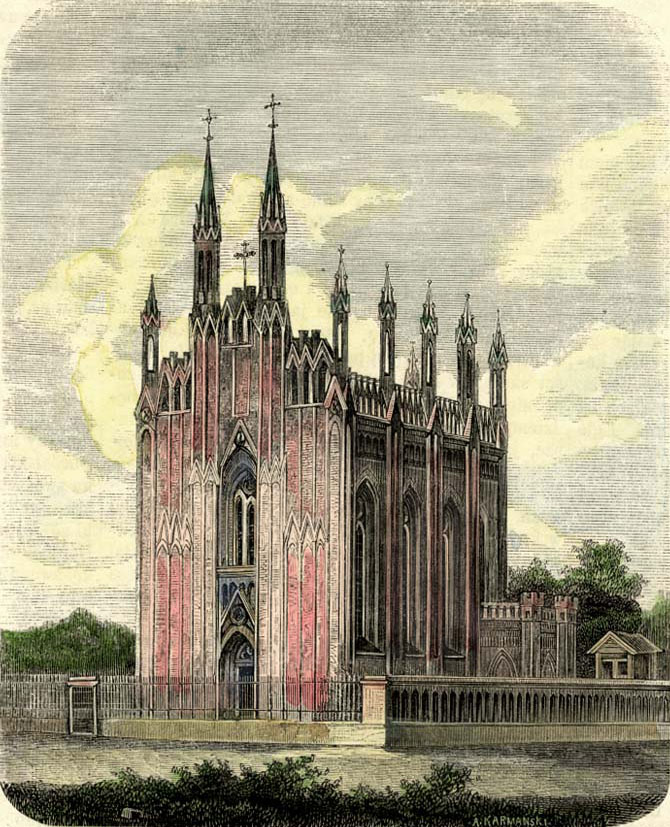
А. Каrmаński, XIX w.
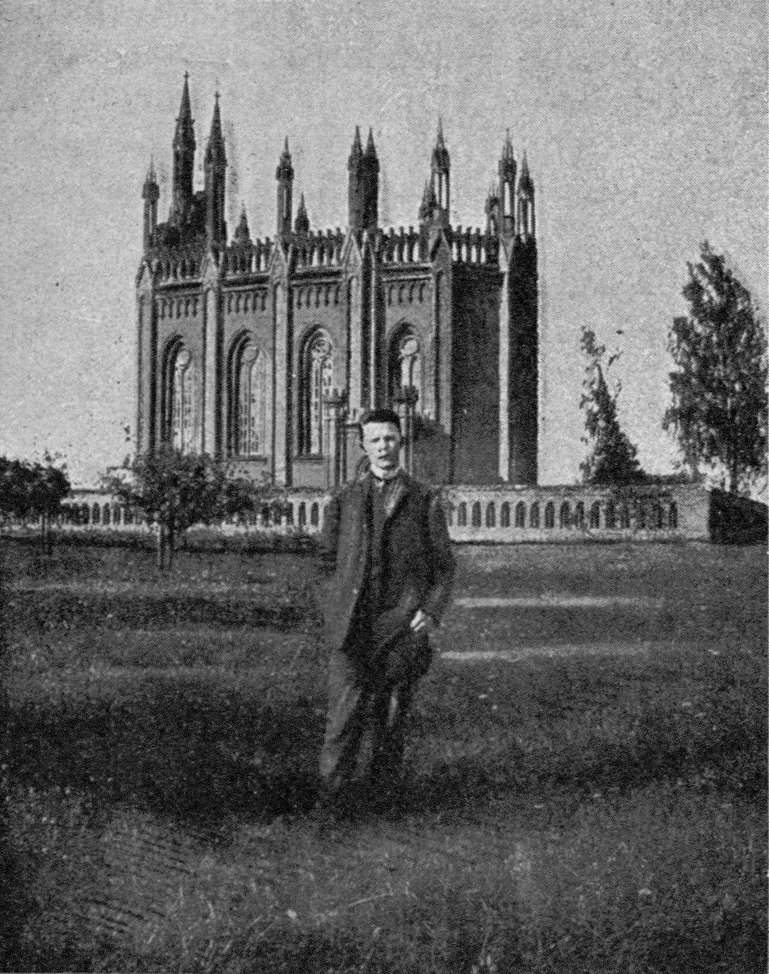
„Nasze kościoły”, 1914